# Joachim Freiherr von der Leyen
Joachim Freiherr von der Leyen (* 28. September 1897 in Haus Meer, Büderich (Meerbusch); † 23. Februar 1945 in Jahna bei Meißen) war ein deutscher Jurist und Verwaltungsbeamter, der in der Zeit des Nationalsozialismus als Landrat in den besetzten  Ländern Tschechoslowakei und Polen tätig und als Kreishauptmann des Distrikts Galizien an der Organisation des Holocaust beteiligt war.

## Leben
Von der Leyen stammt aus der Familie der Krefelder Seidenbarone von der Leyen. Sein Vater Friedrich Ludwig von der Leyen war als Bürgermeister von Büderich und Landrat des Landkreises Neuß tätig und bewohnte mit seiner Familie das Schloss Haus Meer bis zu seinem Tod 1935.
Von der Leyen war von 1915 bis 1918 Kriegsteilnehmer im Ersten Weltkrieg und von 1919 bis 1920 Angehöriger eines Freikorps. Er war Mitglied im Jungdeutschen Orden und von 1926 bis 1933 im Stahlhelm, Bund der Frontsoldaten. Am 21. August 1939 beantragte er die Aufnahme in die NSDAP und wurde zum 1. Februar 1940 aufgenommen (Mitgliedsnummer 7.490.670).
Er studierte Rechtswissenschaften und legte 1926 die erste Staatsprüfung ab, am 22. Dezember 1928 dann die große juristische Staatsprüfung. 1933 war er als Regierungsrat ständiger Vertreter des Polizeipräsidenten in Uerdingen und ab April 1934 beim Polizeipräsidium Wuppertal.  Nach der Zerschlagung der Rest-Tschechei wurde er kommissarischer Oberlandrat im Landkreis Deutschbrod, Sitz in Deutschbrod im Protektorat Böhmen und Mähren und wurde 1940 nach der Besetzung Frankreichs zum Leiter der Verwaltungsabteilung des Militärverwaltungsbezirks OFK 591 in Saint-Germain-en-Laye berufen.
Ende Juli 1942 wurde er als Nachfolger von Otto Bauer zum Kreishauptmann im Kreis Lemberg-Land im Distrikt Galizien, der Distriktgouverneur dort war Otto Wächter. Bauer blieb Leiter der inneren Verwaltung des Distrikts. Berthold Pütter, der Kreishauptmann von Lemberg-Grodek, war zur Wehrmacht eingezogen worden, die Kreisverwaltung war mit Lemberg-Land zusammengelegt worden.
Dass von der Leyen über die Judenaktionen im Voraus informiert war, ist, wie bei einer Reihe anderer Kreishauptleute, belegt.
Er starb nach dem Luftangriff auf Dresden an einer Gasvergiftung.
Von der Leyen war nur kurzzeitig Leiter seines Rittergutes gewesen. Seine Witwe Huberta von der Leyen leitete den Betrieb, den 1970 sein Sohn Friedrich Heinrich von der Leyen II übernahm.

### Belletristik
- Über Huberta von der Leyen: Hermann Schulz, Sonnennebel. Reihe: Wir in NRW. Unsere gesammelten Werke, 50. Klartext, Essen 2007[4]